# Greißing (Geiselhöring)
Greißing ist ein Ortsteil der Stadt Geiselhöring im niederbayerischen Landkreis Straubing-Bogen.

## Lage
Greißing liegt circa einen Kilometer nordwestlich von Geiselhöring. Zwischen den beiden Orten fließt die Kleine Laber.

## Geschichte
1280 wurde der Ort bereits erwähnt (Graevzing). Die römischen Hügel (Spähhügel) sind Zeugen aus der Römerzeit. 1280 wurde der Ort in einem herzoglichen Gericht dargestellt. 1321 wurden Einkünfte aus einer Mühle zu Grauissing genannt. Im 14. Jahrhundert hatte das Kloster Obermünster hier Besitzungen. Im 16. Jahrhundert wurde Greißing  mit Kirche an der Laber genannt. Besitzungen zu Greißing fielen an die Kirchenstiftung der Peterpfarrei zu Geiselhöring. 1823 waren 23 Häuser mit einem Wirtshaus und der Sägemühle  vorhanden. 1927 fiel der Turm der Dachziegelwerke.
Heimatvertriebene erhöhten die Bewohnerzahl. 1972 wurde die ehemals eigenständige Gemeinde Greißing, gut 558 Hektar groß und bestehend aus den Gemeindeteilen Greißing, Kolbach, Kraburg und Schieglmühle, vollständig nach Geiselhöring eingemeindet.

## Bauwerke
Das Kirchdorf Greißing wird durch die Filialkirche St. Ulrich geprägt. Sie wurde im späten 13. Jahrhundert errichtet, das Langhaus wurde barockisiert und 1903 verlängert. Die Ausstattung zeichnet sich durch mittelalterlichen Figurenschmuck sowie barocke Seitenaltäre aus.

## Vereine
- Freiwillige Feuerwehr Greißing
- OGV Greißing
- Fischereiverein Greißing 1979 e. V.